# Portugal nos Jogos Olímpicos de Verão de 1932
Portugal participou dos Jogos Olímpicos de Verão de 1932 na cidade de Los Angeles, nos Estados Unidos. Nesta edição o país não teve medalhistas.